# إريكا كونولي
إريكا كونولي (ولدت إريكا براون؛ في 27 أغسطس 1998) هي سباحة أمريكية حصلت على عدة ميداليات أولمبية وعالمية، شاركت في دورة الألعاب الأولمبية الصيفية 2020 تنافست في التجارب الأولمبية الأمريكية لعام 2020 وفازت بالميدالية الفضية في سباق 100 متر حرة وتأهلت للفريق الأولمبي. خلال دورة في الألعاب الأولمبية الصيفية 2020. فازت بالميدالية البرونزية في نهائي سباق التتابع الحر للسيدات 4 × 100 متر، ثم تنافست في سباق 100 متر حرة ووصلت إلى الدور نصف النهائي. في سباق الفرق المختلط احتل الفريق الأمريكي المركز الثاني في النهائي سباق التتابع المختلط للسيدات 4 × 100 متر، وحصلت على الميدالية الفضية.